# 1939 a légi közlekedésben
Ez a lista az 1939-es év légi közlekedéssel kapcsolatos eseményeit tartalmazza.

## Első felszállások

### Augusztus
- augusztus 27. - He 178 – A világ első sugárhajtású repülőgépének felszállása.